# Triplophysa obtusirostra
Triplophysa obtusirostra är en fiskart som beskrevs av Wu och Wu, 1988. Triplophysa obtusirostra ingår i släktet Triplophysa och familjen grönlingsfiskar. IUCN kategoriserar arten globalt som livskraftig. Inga underarter finns listade i Catalogue of Life.